# خيمناستيك شقوبية
نادي خيمناستيك شقوبية لكرة القدم (بالإسبانية: Gimnástica Segoviana Club de Fútbol)‏ نادي كرة قدم إسباني يلعب في دوري الدرجة الثالثة الإسباني. تم تأسيس النادي في عام 1928.

## روابط خارجية
- Gimnástica Segoviana CF